# Юстін Фрациман
Юстін Штефан Фрациман, також відомий як Фрацман або Фраціману (рум.: Iustin Ștefan Frățiman, Frațman, Frățimanu; рос. Иустин Степанович Фрацман, Юстин Степанович Фрацман, або Фрациман, Fratsiman; 1 червня 1870 — 23 вересня 1927) — історик, педагог, бібліотекар і політичний діяч з Бессарабії, активний діяч Російської імперії та Румунського королівства. Отримавши класичну освіту, він працював у різних семінаріях Російської Православної Церкви, переїхавши на північ аж до Олонця. Під час Першої світової війни Фрациман оселився в Сороках, ставши поборником румунського націоналізму. Через це його заслали до Середньої Азії. Після ліберальної Лютневої революції йому було дозволено повернутися додому, він відновив свою активність, відкрито виступаючи за національні права румунів на схід від Бессарабії. Згодом він був одним із освітян, яким Молдавська Демократична Республіка доручила інституційну румунізацію.
У 1918 році Фрациман вітав унію Бессарабії з Румунією, будучи відвертим у своїй неприязні щодо більшовицької Росії; паралельно він підтримував автономію Кишинівського архієпископства в складі Румунської православної церкви. Хоча він був обраний членом-кореспондентом Румунської академії, він був у протиріччі з новим культурним істеблішментом, особливо після суперечливого перебування на посаді керівника Центральної бібліотеки Бессарабії. Фрацимана не розглядали на посаду в Ясському університеті, і, перш ніж померти в злиднях, він провів свої останні роки, читаючи лекції в регіональних педагогічних коледжах. Його остання політична участь була в Лізі християнських бессарабців, ультраправій групі.

## Життєпис

### У Російській імперії
Фрацимани походили із Західної Молдови, але, як відомо, оселилися в Бессарабській області приблизно під час її російської анексії в 1812 році. Їхній нащадок А. Айзенштадт припускає, що родина мала неясне етнічне походження, зазначаючи, що їхнє прізвище має молдовське діалектне походження від frați («брати»). Ще в 1812 р. якийсь Теодор Фрациман був атестований парафіяльним священиком Молдавської Православної Церкви в Кухурешті де Жос. Його нащадки чоловічої статі також переважно працювали священнослужителями або катехитами Російської православної церкви. Деякі біографічні записи свідчать про те, що батьком Юстіна був шкільний учитель Пауль Фрациман, який вільно володів грецькою та церковнослов'янською мовами; інші припускають, що Юстін був одним із семи дітей (п'ятьох синів і двох дочок), народжених священиком Штефаном Фреціманом та його дружиною Іриною (уродженою Тучковською). Двоюрідний брат, Петру Фрациман(1859 або 1859 р.н.) вже був політично активним у 1879 р., приєднавшись до кола ліворадикальної молоді Аксентія Фрунзе.
Юстин народився в Кухурестій-де-Жос 1 червня 1870 року — село на той час перебувало під управлінням Російської імперії, у складі Бессарабської губернії. Він відвідував православну семінарію в Кишиневі, яку закінчив у 1892 році, а потім служив її адміністратором, перш ніж перейти на богословський факультет у Казані, який закінчив у 1897 р. Нарешті він закінчив Петербурзький університет. Фреціман розпочав свою викладацьку діяльність у 1899 році, коли його призначили репетитором грецької мови в духовній семінарії в Пскові; у червні 1904 року він зайняв аналогічну посаду в Лисково, але залишив, щоб зайняти адміністративну посаду в Санкт-Петербурзі. Серед творів Юстина того періоду — біографічний нарис про молдавського єпископа Якова Стаматі, опублікований російською мовою в 1901 році. Згодом відновив роботу вчителя: у 1910 році викладав грецьку та латинську мови в Олонецькій семінарії. Хоча його захоплювали його ерудицією, він отримав погані оцінки за успішність у навчанні, зокрема за різкість до студентів і схильність ставити під сумнів накази, отримані від ректорату. До 1912 року, на задоволення його начальства, Фрациман був перепризначений до Пінської православної семінарії.
У 1914—1915 роках Фрациман повернувся до Бессарабії і працював у Нормальній школі в Сороках. Його навчання дозволило йому викладати релігію, французьку мову та всесвітню історію; його брат Петру мав подібні інтереси і в 1904 році допоміг заснувати Бессарабське історико-археологічне товариство. Високоосвічений для бессарабця того часу, Фреціман також отримав диплом Імператорського інституту археології, будучи прийнятим дійсним членом у 1907 році. Його кар'єра була перервана, коли він почав агітувати за румунський латинський алфавіт і викликав підозру як «румунофіл». За словами історика Пола Ватамана, Фрецімана також покарали за особистий запас заборонених книг різними мовами. Влітку 1916 року російські чиновники затримали його в каторзі Сороки, а згодом депортували до Середньої Азії, в Тургайську область; деякі автори припускають, що його також утримували в Сибіру.

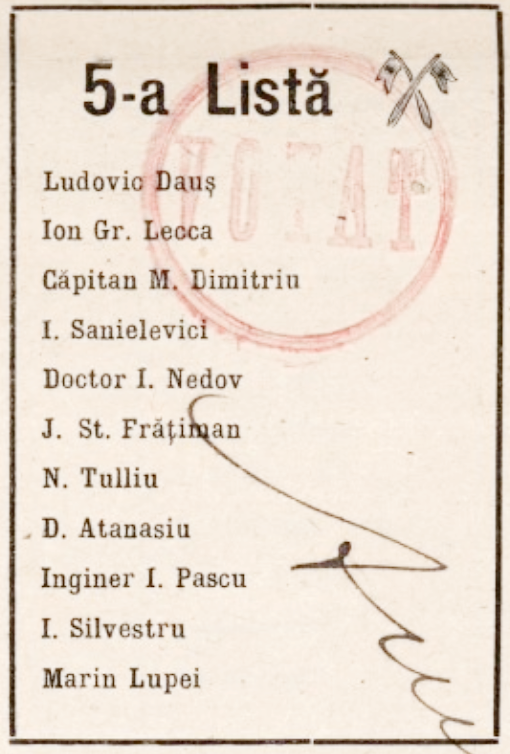
Фрациман, Людовік Дауш та Йосип Санєлевич на виборах Незалежної партії Бессарабії, вибори в листопаді 1919 р.

Фрешіман все ще був відсутній у Бессарабії під час Лютневої революції, після якої Бессарабія розпочала процес самоврядування та зрештою об'єдналася з Румунією. У травні–червні 1917 р. брав участь у з'їзді молдовських учителів в Одесі, де виступав з питанням румунських бессарабських громад у Новоросії. Його резолюція, яку підтримали інші делегати, полягала в тому, що в румунських селах у містах повинні бути дозволені світські та релігійні викладання «молдовською», а не офіційною російською. Крім того, Конгрес наполягав на створенні «румунського єпископства» в Дубесарах. Такі автори, як Онісіфор Гібу та К. Г. Константінеску також згадує, що Фреціман спеціально просив приєднати до Бессарабії населені румунами населені пункти в Херсонській та Одеській областях.

### Румунська кар'єра
Повернувшись до Бессарабії в липні того ж року, Фрациман приєднався до корпусу вчителів, якому було доручено румунізувати бессарабські школи, що включало прийняття латинського написання; він також викладав історію Румунії. У жовтні він подав заявку на посаду у своїй альма-матер, Теологічній семінарії, підтвердивши свій намір викладати всі свої класи румунською мовою. Фрешіман провалив іспит, перевагу віддали більш досвідченим Джорджу Тофану та Лівіу Маріану. Продовжуючи цікавитися вивченням місцевої історії та етнології, він допоміг заснувати на початку 1918 року Історико-літературне товариство (назване на честь Богдана Петричейку Гашдеу) і був прийнятий до Румунської академії в Бухаресті. З січня 1918 року Фрациман був членом Шкільної ради в Молдавській Демократичній Республіці, яка була створена як самоврядна установа зі старої Бессарабської губернії.
У лютому Фрациман взяв участь у церемонії відкриття Кишинівського народного університету та виступив із промовою, в якій виклав свою критику більшовицької Росії. У ньому описувалися різні випадки вандалізму румчеродських солдатів по всій Бессарабії. Наступного місяця республіканська асамблея Сфатул Церій схвалила процес об'єднання Румунії та Бессарабії. У червні він відвідав Ясси як делегат Кишинівського архієпископства, ведучи переговори про повернення бессарабських парафій під владу Молдавської митрополії в рамках розширеної Румунської православної церкви. Фреціман і його колеги намагалися зберегти деякі адміністративні права для своєї регіональної церкви, але митрополит Пімен негайно дорікнув, попросивши їх підкорятися румунській державі в усіх справах, у тому числі релігійних.
Під час виборів у листопаді 1919 року Фрациман спробував, але не зміг отримати місце в Зборах депутатів, вступивши до незначної Незалежної партії Бессарабії разом із Людовіком Даусом, Сергіу Ніце та Костантином Стере. Внесок Фрацимана в процес об'єднання також включав статтю в журналі «România Nouă», в якій стверджувалося, що румунів Новоросії потрібно повернути у Велику Румунію та що румунські культурні артефакти в Росії мають бути репатрійовані. У грудні 1919 року він також був кооптований Культурною лігою єдності всіх румунів, приєднавшись до місцевого виконавчого комітету, де він служив разом з Ромулусом Чіофлеком, Полом Гором, Александру Уатулом та іншими. Зрештою він повернувся, щоб оселитися в Кишиневі, де викладав у вчительській семінарії для дівчат; його не розглядали на посаду на новому теологічному факультеті Ясського університету, який діяв у тому ж місті. Невдовзі симпатії Фрацимана звернулися до крайньої правої політики — 15 грудня 1920 року він приєднався до Ліги християнських бессарабців Ніколає Негру, до якої також увійшли колишні члени Союзу російського народу.
Як зазначив колега-історик Ніколае Йорга, наукова робота Фрецімана включала дослідження «невеликого масштабу», але показала його «глибоке знайомство з джерелами, що стосуються життя його власного народу по обидва боки Дністра». У 1921 році Товариство Хасдеу опублікувало монографію Фрацимана про церковну та світську адміністрацію серед румунів Новоросії — зокрема, в областях, які тепер відомі як «Трансністрія». У ньому подано огляд румунських місцевостей, які, як стверджував Фрациман, існували вже в 1760-х роках під Ханською Україною і були лише посилені «новомолдавською» колонізацією за Григорія Потьомкіна. Остання діяльність Фрацимана включала його викладацьку посаду в Кишинівському народному університеті, на якій він також замінив Теодора Поручіча на посаді голови Центральної бібліотеки Кишинева (1921—1923). Історик Ніна Негру зазначає, що його мандат не було продовжено через те, що Фрейман «не грав у політичні ігри», що завдало йому великого болю. Вчений Марія Вієру-Ісаєв надає інше тлумачення, а саме те, що Фрейман був «нонконформістом», який виявився «важким» у своїх стосунках з державною бюрократією. Незважаючи на пониження в посаді в 1922 році, він відмовлявся здати інвентар бібліотеки до лютого 1923 року.
Згодом Фреціман жив у злиднях. У листопаді 1926 року Пантелімон Халіппа взяв його на роботу в Бессарабську літературно-філологічну секцію культурного товариства «Астра», де він працював разом з Паулем Гором. Фрациман помер 23 вересня 1927 року і був похований у рідному селі. Через одинадцять років після його смерті Бессарабія була окупована Радянським Союзом. У новоствореній Молдавській РСР науковий внесок Фрацимана просто проігнорували, а його ім'я не згадувалося в спеціальних довідниках. Після здобуття Молдовою незалежності в 1991 році Фрациман став предметом енциклопедичних статей, тематичних статей і конференцій. У 2013 році його могилу відреставрували й увінчали новим кам'яним хрестом, подарованим Товариством Пауля Гора та Асоціацією православних студентів.